# 义堂站 (孝感市)
义堂站是一个汉丹线上的铁路车站，位于湖北省云梦县义堂镇，建于1960年，目前为四等站，邮政编码为432514。目前客运：办理旅客乘降；不办理行李、包裹托运；货运：办理整车、零担货物发到。